# Легкобытовы
Легкобытовы — дворянский род.
Предку рода Легкобытовых, служившему в Малороссийских войсках Знатным Товарищем и Нежинским наказным сотником (1701) Сидору Легкобыту, по универсалу Гетмана Скоропадского в 1709 году пожаловано за службу и претерпенные у Турок бедствия, имение в селе Холопкове с крестьянами, которое затем состояло во владении его потомков.
Определением Малороссийско-Черниговского Дворянского Депутатского Собрания Легкобытовы внесены в родословную книгу.

## Описание герба
Щит разделён на три части, из коих в верхней красном поле между двух орлиных серебряных крыльев находится того же металла сердце; в нижней части в золотом поле находятся в правой стороне в латы облечённая рука с поднятым вверх мечом, а с левой в голубом поле четырёхконечный крест.
Щит увенчан дворянскими шлемом и короной. Нашлемник: три страусовых пера. Намёт на щите красный и голубой, подложенный золотом. Герб рода Легкобытовых внесён в Часть 10 Общего гербовника дворянских родов Всероссийской империи, стр. 109.